# Takeo Murata
Takeo Murata (村田武雄, n. 17 iunie 1907, Shinagawa, Tōkyō, Japonia – d. 19 iulie 1994) a fost un scenarist și regizor de film japonez.
Născut în Shinagawa, Tokyo.
Tsutomu Shigemune (Președintele Tokyo Voice Film Studio) este cumnatul său.

## Biografie
Născut în Shinagawa. A studiat la Facultatea de Litere a Universității Nihon. 
La 1 aprilie 1934 s-a alăturat Studioului Nikkatsu Tamagawa la „departamentul scenariști”. 
În martie 1935, cumnatul său, Shigemune, a înființat Tokyo Voice Film Studio și a devenit directorul acestuia. Murata s-a transferat, de asemenea, la acest studio și a servit ca regizor asistent pentru Tsutomu Shigemune, Yutaka Abe și Shiro Toyoda.
În 1937, compania afiliată lui Murata „Tokyo Voice” a fuzionat cu Toho Pictures.
În 1940, în calitate de director al Grupului B din „Ohinata” și „Ioko Okumura” din Toyoda, a filmat în Manciuria. În plus, a regizat mai multe scurtmetraje.
În 1941, a fost promovat ca regizor de film cu Daichi ni inoru ([[{{{2}}}|大地に祈る]]⁠(ja)[traduceți]).
În 1942, „Tokyo Voice” a fost absorbită de Toho, iar Murata s-a transferat la Toho.   În timpul războiului, el a servit pentru o perioadă ca regizor asistent.
După aceea, a devenit angajat cu jumătate de normă al Cartierului General al Aviației Armatei și s-a angajat în producția unui film documentar despre activitățile avioanelor de pe linia frontului de sud. A  vizitat Singapore, Palembang, Java etc. A produs un film documentar pe câmpul de luptă Scutul Cerului ([[{{{2}}}|大空の御盾]]⁠(ja)[traduceți]), dar a fost arătat doar familiei îndoliate și nu a fost lansat.
În 1944, s-a întors în Japonia. În Corpul de luptă Kato Hayabusa (加藤隼戦闘隊) (regia Kajiro Yamamoto), la cererea lui Yamamoto, el a oferit o scenă dintr-un film documentar cu avioane.
În 1953, a fost responsabil de scrierea și regia primului film 3D  japonez (Torvision), Tobidashita nichiyobi (飛び出した日曜日).
În 1954, pentru primul film cu monștri din Japonia Godzilla (regia Ishiro Honda), a scris scenariul împreună cu Shigeru Kayama și Honda. După aceea, a lucrat la primele filme Toho cu efecte speciale.
Din 1961 a creat producții de  televiziune.